# Methylvinylketon
Methylvinylketon (MVK, systematický název butenon), je reaktivní organická sloučenina a nejjednodušší enon. Je užitečným meziproduktem při syntéze dalších sloučenin.

## Výroba
MVK se průmyslově vyrábí kondenzací acetonu a formaldehydu, po níž následuje dehydratace. Podobně se dá získat Mannichovou reakcí diethylamoniumchloridu (chloridu kationtu odvozeného od diethylaminu) s acetonem za vzniku Mannichova adduktu
CH3C(O)CH3 + CH2O + [H2NEt2]Cl → [CH3C(O)CH2CH2N(H)Et2]Cl + H2O
který je následně zahříván, čímž se vytvoří chlorid amonný a MVK.
[CH3C(O)CH2CH2N(H)Et2]Cl → CH3C(O)CH=CH2 + [H2NEt2]C

## Reaktivita a použití
MVK může působit jako alkylační činidlo, jelikož je účinným Michaelovým akceptorem. Byl používán na přípravu steroidů Robinsonovou anelací:
Jeho alkylační vlastnosti způsobují vysokou toxicitu, ale dělají z něj užitečný meziprodukt v organické syntéze. MVK spontánně polymerizuje. Obvykle se skladuje v hydrochinonu, který polymerizaci inhibuje.

Vinklozolin je fungicid vyráběný za použití MVK.

Jako elektrofilní alken může tvořit adukty s cyklopentadienem. Vzniklý norbornenový derivát je meziproduktem při syntéze pesticidu biperidenu a přes svůj kyanohydrin také vinklozolinu. Rovněž se jedná o prekurzor syntetického vitaminu A.
MVK se též používá na výrobu některých léčiv jako jsou etorfin, buprenorfin, butaklamol a etretinát.

## Bezpečnost
MVK je značně nebezpečný, při vdechnutí způsobuje kašlání a dušnost i při nízkých koncentracích. Také snadno způsobuje dráždění očí, kůže a sliznic.